# Hotel Slavija
Hotel Slavija (v srbské cyrilici Хотел Славија) je výšková budova hotelu, nacházející se na stejnojmenném náměstí jižně od centra srbské metropole, Bělehradu. Je umístěn na rohu ulic Makenzijeva a Svetog Save. 
Výšková budova, která představuje dominantu náměstí Slavija, vznikla v 60. letech 20. století. Nahradila původní přízemní knihovnu, která byla poničena 6. dubna 1941 během bombardování města německou armádou, a konečně zdemolována kvůli výstavbě hotelu. Moderní prosklená věž má osmnáct pater a prosklenou fasádu typickou pro dobu svého vzniku. Dokončena byla roku 1962 a jejím architektem byl Bogdan Ignjatović. V roce 1989 byla doplněna o přilehlý apartmán, který je s původní budovou propojen; od té doby jsou obě stavby odlišovány jako Slavija A a Slavija B. Nápadná je díky zelenému obložení přízemí, orientovaného do ulice Makenzijeva.